# Papierówka (jabłoń)

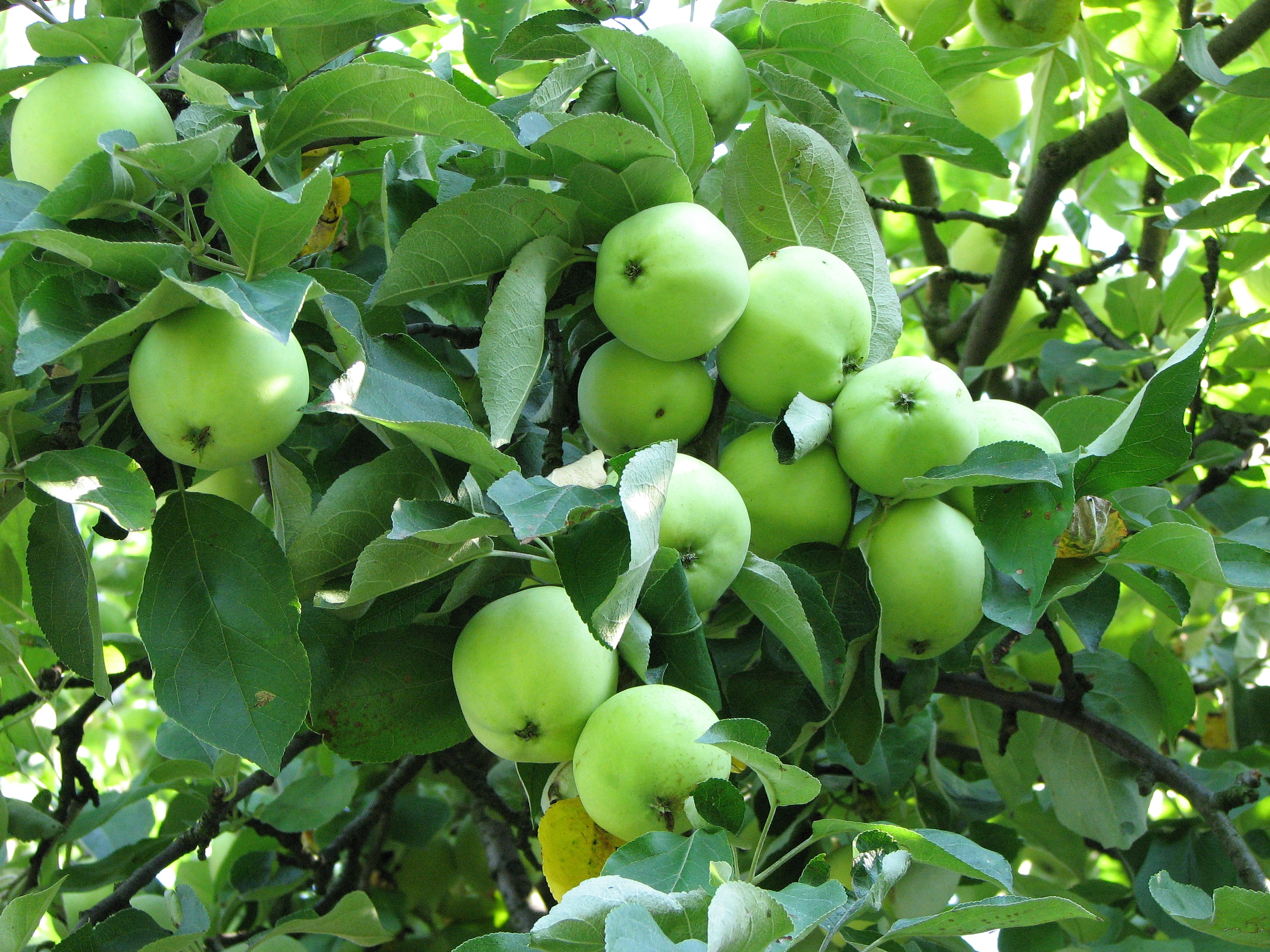
Owoce Oliwki przed zbiorem

Jabłoń domowa „Papierówka”, „Oliwka Żółta”, „Oliwka Inflancka”, „Biały Nalew” – odmiana uprawna jabłoni domowej, pochodząca z rejonów nadbałtyckich. Odmiana deserowa. W okres owocowania wchodzi bardzo wcześnie, owocuje obficie. W Polsce należy do najbardziej znanych odmian. Uprawiana jest na całej półkuli północnej, wszędzie gdzie można uprawiać jabłoń. Do Rejestru Odmian prowadzonego przez Centralny Ośrodek Badania Odmian Roślin Uprawnych wpisana w 1990 roku.

## Morfologia
PokrójDrzewo rośnie umiarkowanie silnie, a na glebach żyznych bardzo silnie. Tworzy koronę wzniesioną, luźną, szerokostożkową. Corocznie wytwarza wiele sztywnych, widlasto rozgałęzionych pędów.
OwoceŚredniej wielkości, jasnozielonkawe, w pełni dojrzałości prawie białe, o zmiennym kształcie, najczęściej stożkowate, lekko żebrowane, z jednym żebrem silniej wykształconym i przechodzącym w formie kantu na cały owoc. Skórka gładka, cienka i sucha. Szypułka cienka, długa i często wygięta. Miąższ bardzo delikatny, aromatyczny, kwaskowaty, zielonkawobiały.

## Uprawa
PielęgnacjaZe względu na skłonność do owocowania przemiennego wymaga starannej ochrony. Skutki skłonności do przemiennego owocowania można ograniczać, przerzedzając kwiaty lub zawiązki we wczesnym stadium rozwoju.
Owocowanie i przechowywanieW warunkach polskich dojrzałość zbiorczą osiąga w połowie lipca, a dojrzałość konsumpcyjną jeszcze na drzewie lub kilka dni później. Odmiana, jak większość letnich odmian jabłoni, ma umiarkowaną zdolność przechowalniczą; w zwykłej chłodni można ją przechować około 3 tygodni, a w chłodni z atmosferą kontrolowaną do 6 tygodni.
ZapylaczeJak większość odmian jabłoni zdecydowanie lepiej owocuje przy zapyleniu krzyżowym. Dobrymi zapylaczami są: Antonówka, Boiken, Koksa Pomarańczowa, James Grieve, Gloster.

## Zdrowotność
Oliwka inflancka jest odmianą o bardzo dużej wytrzymałości na mróz oraz o dużej odporności na mączniaka jabłoni. Jest umiarkowanie podatna na zarazę ogniową i wrażliwa na parcha jabłoni.

## Zastosowanie
Odmiana w uprawie amatorskiej bardzo popularna w Polsce, obecnie coraz rzadziej sadzona. Owoce deserowe do bezpośredniego spożycia, a także na przetwory. Są dość wrażliwe na transport i dlatego głównie sprzedawane lokalnie. W uprawie towarowej w pobliżu rynków zbytu. Odmiana ze względu na mrozoodporność godna polecenia do zimniejszych rejonów Polski. Stosowana jest jako mrozoodporna przewodnia (część drzewa stanowiąca jego wiodącą część – przewodnik) w uprawie odmian wrażliwych na niskie temperatury.
Jest jedną z odmian preferowanych w polskim programie rolnośrodowiskowym mającym na celu ochronę zagrożonych zasobów genetycznych.